# Ca les Germanes Ferrer
Ca les Germanes Ferrer és un edifici del municipi de Tossa de Mar (Selva). És una casa construïda entre el 1904 i el 1905 sobre alguna vella casa de pescadors per una família de comerciants de Tossa. És un tipus d'arquitectura d'època noucentista amb l'objectiu d'aconseguir i mostrar el prestigi social. Forma part de l'Inventari del Patrimoni Arquitectònic de Catalunya.

## Descripció
És un edifici de quatre plantes i terrassa situat entre mitgeres amb façana a la plaça d'Espanya i rerapati al passeig marítim. De planta rectangular, la façana principal té dues crugies i es caracteritza pel seu encoixinat de pedra artificial amb aparença de grans carreus d'estil clàssic renaixentista. Tota la façana té inspiració renaixentista, finestres amb guardapols i decoracions vegetals.
La planta baixa té un sòcol d'encoixinat decoratiu i dues obertures, una porta i una gran finestra, amb forma d'arc carpanell i decoracions florals al centre de la llinda. Totes les plantes estan separades per línies motllurades entre l'encoixinat general. El primer pis conté un balcó corregut, de base mensulada, amb barana de ferro de forja i dues finestres amb guardapols i decoració vegetal. Entre les finestres hi ha un escut amb iconografia sobre el comerç marítim (ales del déu Mercuri, relatiu al comerç i als viatges, el seu bastó i les serps, dues àncores i un timó).
Al segon pis hi ha dues finestres més, però amb balcons individuals amb decoració similar al primer pis. El tercer pis conté una galeria amb cinc obertures contínues d'arc rebaixat. Dalt, una gran cornisa d'arcs carpanells i 20 mènsules decoratives. Sobre la cornisa hi ha la balconada de la terrassa superior dividida en dos trams, marcant les dues crugies de la façana, amb decoració floral. La façana posterior, marítima, es conserva en mal estat i està dotada de diversos miradors i grans balcons coberts.